# Encyopsidius promontorii
Encyopsidius promontorii là một loài côn trùng trong họ Ascalaphidae thuộc bộ Neuroptera. Loài này được Péringuey miêu tả năm 1910.